# День черепиц
День черепи́ц (фр. journée des Tuiles) — народное восстание, которое произошло во французском городе Гренобль 7 июня 1788 года. Это было одно из первых потрясений, предшествовавших Великой французской революции, и некоторые историки считают этот день её началом.

## Предыстория
Гренобль стал ареной народных волнений из-за финансовых трудностей, вызванных экономическим кризисом. Причины французской революции были актуальны для всей Франции, но особенно ярко проявились в Гренобле.
Беспорядки в городе были вызваны попытками кардинала Этьена Шарля де Ломени де Бриенна, архиепископа Тулузы и генерального контролёра Людовика XVI, упразднить парламенты, чтобы обойти их отказ ввести новый налог для борьбы с ростом государственного долга Франции. 
Напряжённость, которая росла среди городского населения из-за неурожая и высокой стоимости хлеба, усугублялась позицией привилегированных классов — церкви и аристократии, которые не хотели отказываться от каких-либо финансовых привилегий и своих сеньориальных прав. В результате реформы королевского министра Шарля Александра де Калонна и нотаблей в январе 1787 года оказались заблокированными. Вдобавок ко всему, Бриенн, назначенный 8 апреля 1787 года королевским генеральным контролёром финансов, считался чиновником без опыта и воображения.
Незадолго до 7 июня 1788 года на большом собрании в Гренобле было решено созвать старые Штаты провинции Дофине. Правительство ответило отправкой войск для подавления этой инициативы под командованием генерал-лейтенанта Клермон-Тоннера.

## Восстание

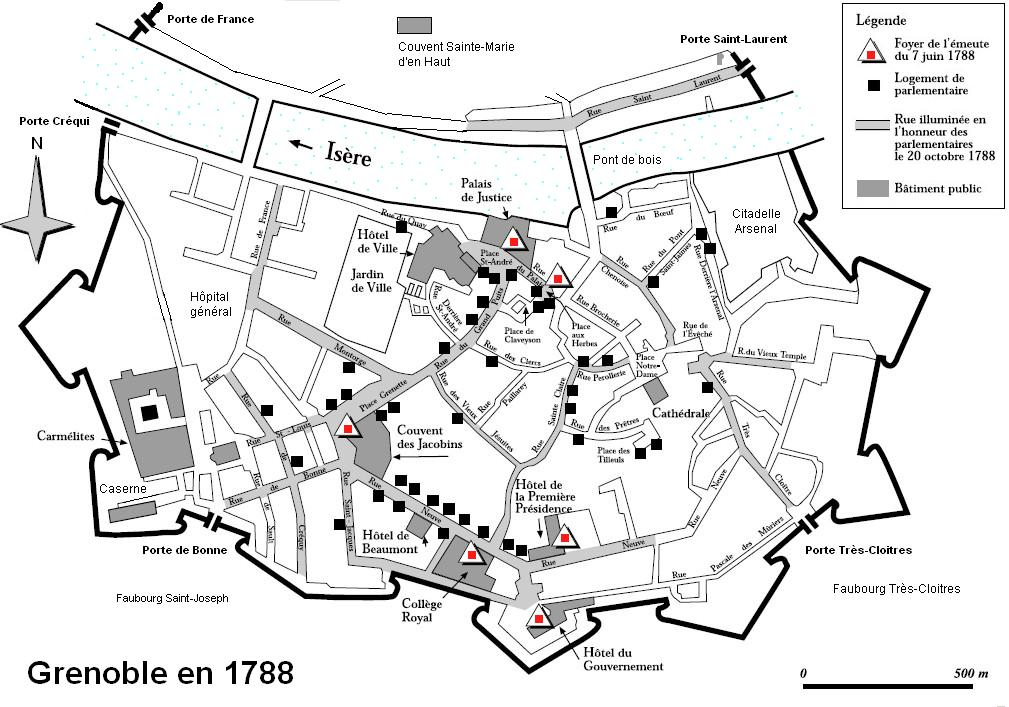
Карта Гренобля 1788 года: шесть красных точек показывают беспорядки в городе. Чёрными квадратами показаны жилища парламентариев.

В субботу 7 июня, примерно в 10 часов утра, торговцы закрыли свои магазины. Начали собираться группы из 300—400 мужчин и женщин, вооружённых камнями, палками, топорами и железными прутьями. Они направились к городским воротам, чтобы не допустить отъезда парламентариев, принимавших участие в собрании. Некоторые участники беспорядков попытались пересечь Изер, но встретили на мосту Святого Лаврентия пикет из 50 солдат. Другие направились на улицу Нёв.
В полдень крестьяне захватили колокольню собора. Толпа стремительно росла, поскольку колокольный набат спровоцировали наплыв крестьян из окрестных деревень, который пробирались в город, взбираясь на стены, используя лодки для переправы через Изер, а некоторые распахивали городские ворота. 
Другие повстанцы поднялись на крепостные стены и бросились к гостинице Hôtel de la Première présidence, в которой в то время остановился герцог Клермон-Тоннер. У герцога в Гренобле было два элитных полка, Королевский полк морской пехоты, чьим полковником был маркиз д’Амбер, и полк Австразии, которым командовал полковник граф Шабор. Морские пехотинцы прибыли первыми и получили приказ подавить беспорядки без применения оружия. Однако когда толпа начала штурмовать вход в отель, ситуация накалилась. Посланные на подавление беспорядков солдаты вытеснили горожан с улиц. Некоторые источники говорят, что солдат отправили разогнать парламентариев, пытавшихся собрать парламент. Во время нападения солдаты морской пехоты ранили штыком 75-летнего мужчину. При виде крови толпа разбушевалась. Некоторые забирались на крыши зданий вокруг иезуитского колледжа, забрасывая черепицей солдат внизу, что и дало название этому событию. Многие солдаты укрылись в здании и начали стрелять через окна, в то время как толпа продолжала громить все вокруг. 

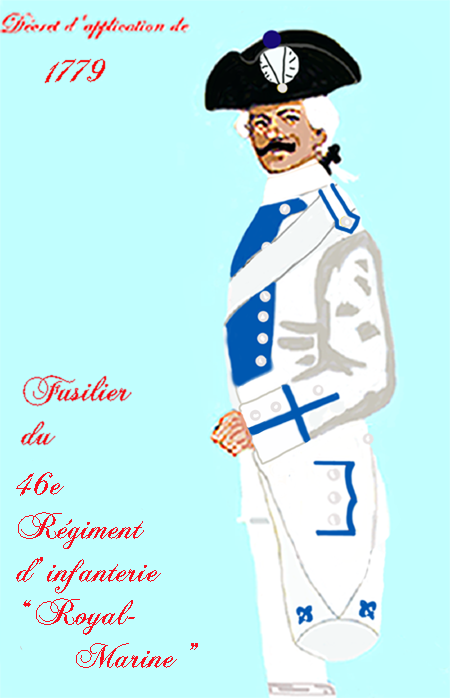
Фузилёр морской пехоты

Унтер-офицер королевской морской пехоты, командующий патрулём из четырёх солдат, отдал приказ открыть огонь по толпе. Один мирный житель был убит, а мальчик 12 лет был ранен и к вечеру скончался. К востоку от города морские пехотинцы также были вынуждены открыть огонь, чтобы защитить арсенал города, опасаясь, что мятежники захватят оружие и боеприпасы. Тем временем полковник граф Шабор начал развёртывание полка Австразии для помощи солдатам Королевской морской пехоты. 
Трое из четырёх городских консулов собрались у мэрии и попытались урезонить толпу. Однако их усилия были безрезультатны. С огромным трудом консулы пробились сквозь толпу и в конце концов укрылись вместе с офицерами местного гарнизона. Позже в тот же вечер герцог Клермон-Тоннер вывел свои войска с улиц и из отеля, чтобы предотвратить дальнейшее обострение ситуации. Герцогу удалось чудом выбраться из отеля, прежде чем толпа полностью разграбила его. После потери контроля над отелем морским пехотинцам было приказано вернуться в свои казармы. 

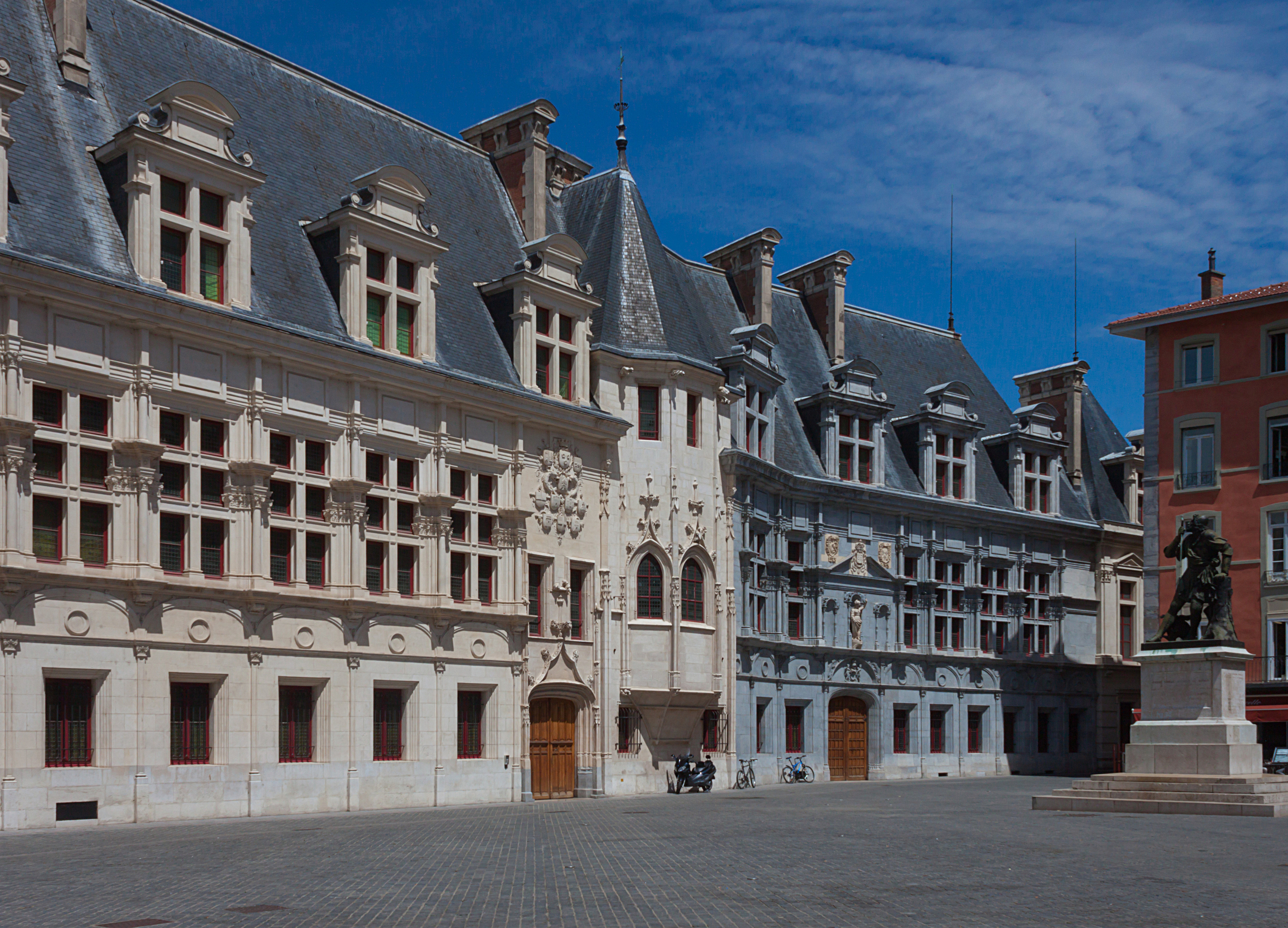
Дворец парламента Дофине

В шесть часов толпа из десяти тысяч человек, скандирующих «Да здравствует парламент!», вынудила парламентариев вернуться во дворец парламента Дофине, засыпав их по дороге цветами. Всю ночь торжествующе звучали карильоны, на площади Сен-Андре горел большой костёр, окружённый толпой, которая танцевала и пела «Да здравствует наш парламент! Да сохранит Бог короля и да заберёт дьявол Бриенна и Ламуаньона!». 
10 июня местный командующий безуспешно попытался успокоить толпу; с той же целью был арестован офицер, приказавший открыть огонь. Парламентарии, которые не собирались сопротивляться приказу короля о высылке, бежали из Гренобля утром 12 июня, как только возникла возможность. Только 14 июля порядок в городе был полностью восстановлен маршалом Во, сменившим герцога Клермон-Тоннера.
Командующий войсками счёл ситуацию настолько тревожной, что согласился разрешить проведение собрания Штатов, но не в столице. Поэтому 21 июля 1788 года в соседней деревне Визий было назначено собрание, ставшее известным как Визильская ассамблея.
Всего 7 июня в городе было зафиксировано шесть очагов беспорядков.

## Жертвы

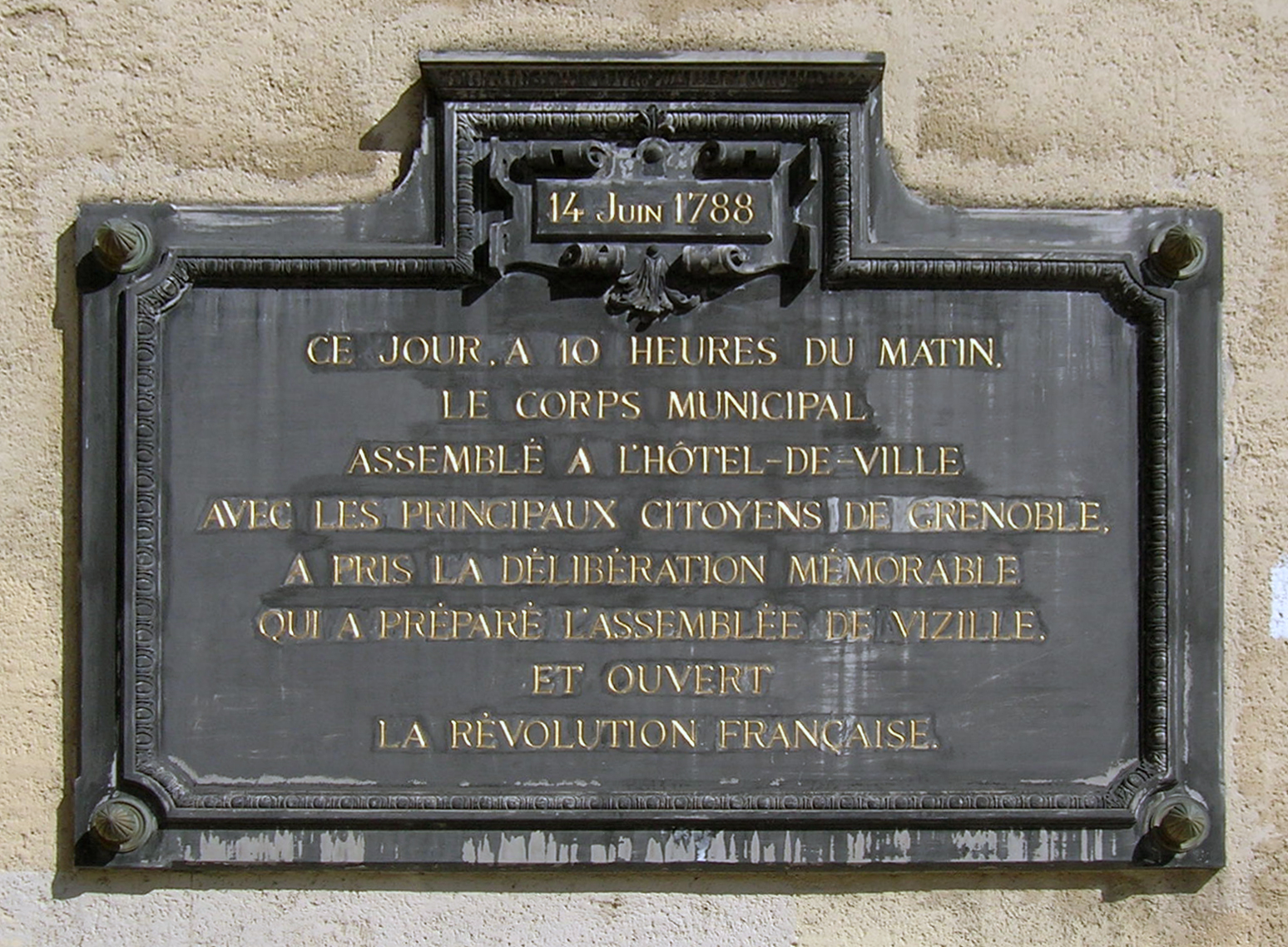
Памятная доска в честь «Дня черепиц», установленная 20 июля 1888 года

Жертвами восстания стали 3 убитых и около 20 раненых среди мирного населения, а также множество раненых морских пехотинцев. Среди них был молодой сержант Жан-Батист Бернадот, будущий маршал Франции и король Швеции, которого спас от смерти ботаник Доминик Виллар.

## Дальнейшие события
Согласованная встреча трёх сословий состоялась в Визие 21 июля. На неё собралось несколько сотен человек, представляющих три сословия: дворянство, духовенство и средний класс (буржуазию), которым было предоставлено двойное представительство. Встречу возглавил умеренный реформистский юрист Жан Жозеф Мунье. Была принята резолюция, в которой указывалось:

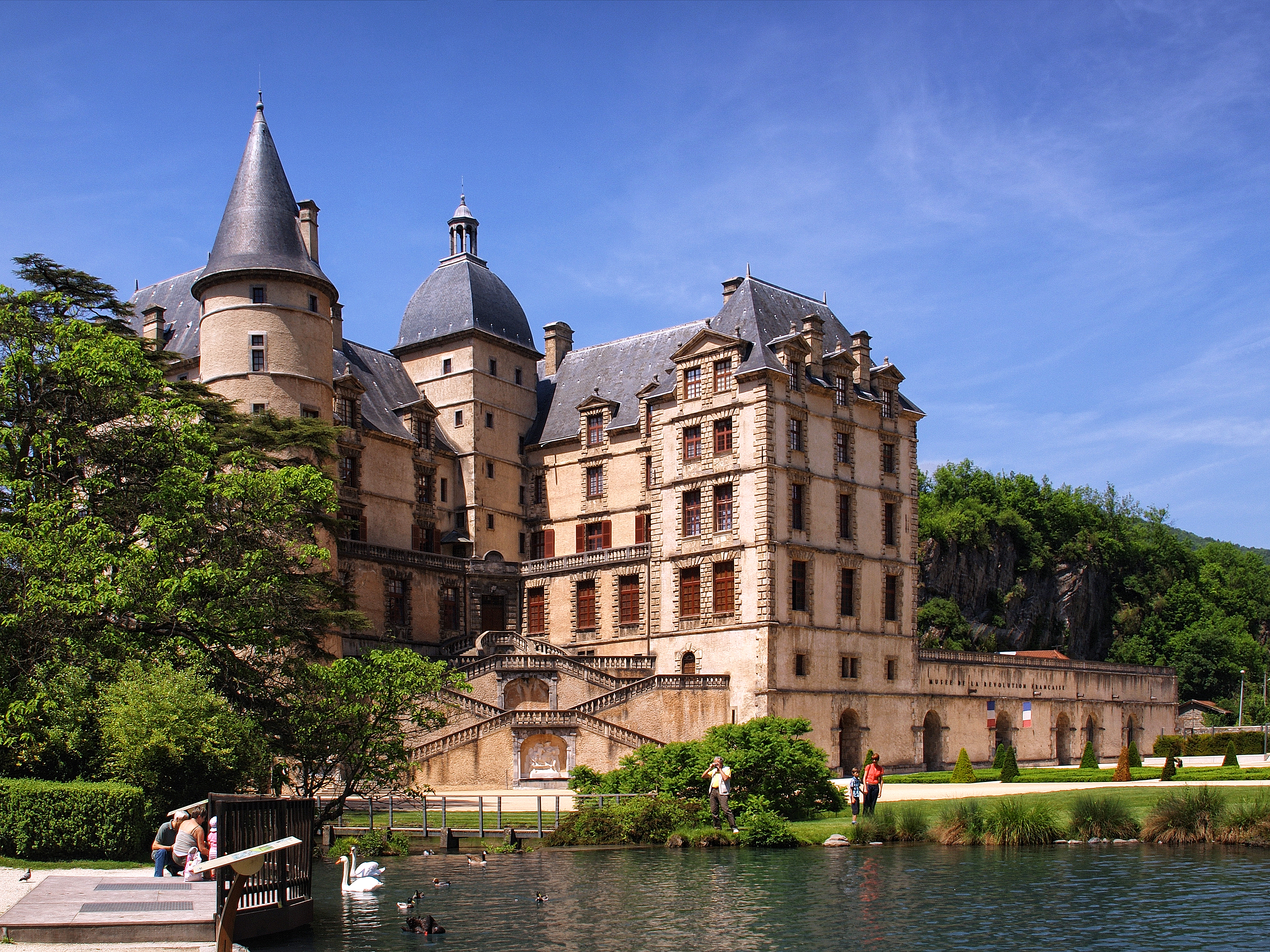
Замок Визиль

- требование созыва Генеральных штатов Франции;
- отказ провинции платить все налоги, за которые не проголосовали Генеральные штаты; а также
- призыв к отмене произвольного заключения по приказу короля на основании ордера, известного как lettre de cachet[2].

Эти требования были приняты королём. Бриенн покинул свой пост в августе 1788 года, но перед этим издал указ о созыве Генеральных штатов 1 мая 1789 года. Неясно, был ли этот указ вызван требованиями Визильской ассамблеи или стал результатом «Дня черепиц», потому что, по крайней мере, один источник указывает дату указа как 7 июля 1788 года, то есть после «Дня черепиц», но за две недели до Визильской ассамблеи.
С 1984 года в замке Визиль находится музей французской революции. 

## Значимость
Некоторые историки, такие как Джонатан Спербер, использовали «День черепиц» для демонстрации ухудшения ситуации во Франции в преддверии Великой французской революции 1789 года. Другие даже считают, что этот день был началом самой революции. Описание событий у Р. М. Джонстона обнаруживает очевидную взаимосвязь между «Днём черепиц», Визильской ассамблеей и началом революции.